# گورستان قاسم‌آباد (تاکستان)
قبرستان قاسم‌آباد مربوط به دوران‌های تاریخی پس از اسلام است و در شهرستان تاکستان، بخش مرکزی، غرب قاسم‌آباد واقع شده و این اثر در تاریخ ۲۲ مرداد ۱۳۸۴ با شمارهٔ ثبت ۱۳۲۵۷ به‌عنوان یکی از آثار ملی ایران به ثبت رسیده است.